# Α-Méthyltryptamine
α-Méthyltryptamine (abrégée en αMT) est une substance psychoactive synthétique appartenant à la famille des tryptamines,.
Elle a été initialement développée comme antidépresseur par le laboratoire Upjohn dans les années 1960, et a été brièvement utilisée comme antidépresseur en Union soviétique sous le nom commercial Indopan ou Indopane avant d'être retirée du marché,,.

## Description
L’αMT agit à la fois comme stimulant et hallucinogène, présentant également des propriétés entactogènes similaires à celles de la MDMA.
Sous forme de poudre ou de cristaux, elle est le plus souvent ingérée ou fumée. Ses effets psychoactifs incluent une sensation d'euphorie, des distorsions sensorielles ainsi que des hallucinations, qui peuvent durer entre 12 et 24 heures.

## Statut légal
L’α-méthyltryptamine est classée comme stupéfiant dans plusieurs pays, en raison de son potentiel d'abus et des risques associés à sa consommation.

## Effets secondaires et risques
La consommation d’αMT peut entraîner des effets secondaires graves, notamment un risque de syndrome sérotoninergique en cas d’interactions avec d’autres substances.